# 福爾瑟姆鎮區 (明尼蘇達州特拉弗斯縣)
福爾瑟姆鎮區（英語：Folsom Township）是位於美國明尼蘇達州特拉弗斯縣的一個行政鎮區。

## 歷史
福爾瑟姆鎮區於1880年成立，得名自早期商人喬治·P·福爾瑟姆（George P. Folsom）。

## 地方資料
福爾瑟姆鎮區的面積為56.22平方千米，當中陸地面積為51.35平方千米，而水域面積為4.87平方千米。根據2020年美國人口普查的數據，當地共有人口111人，而人口密度為每平方千米1.97人。